# Liste der denkmalgeschützten Objekte in Jawor
Grundlage dieser Liste der denkmalgeschützten Objekte in Jawor (Powiat Jaworski) in der Woiwodschaft Niederschlesien sind die Listen des Narodowy Instytut Dziedzictwa (NID, deutsch Nationales Institut für Kulturerbe), siehe unter NID-Listen der Woiwodschaften unter "Wykaz zabytków nieruchomych wpisanych do rejestru zabytków" - Liste der unbeweglichen Denkmäler, eingetragen im Register der Denkmäler. 
Die folgenden Angaben ersetzen nicht die rechtsverbindliche Auskunft der Denkmalbehörde.

## Legende
- Lage: Angabe von Ort, Straßenname und Hausnummer des Kulturdenkmals. Der Link Standort führt zu verschiedenen Kartendarstellungen und nennt die Koordinaten des Kulturdenkmals.
- Objekt: Name, Bezeichnung oder die Art des Kulturdenkmals.
- Beschreibung: gibt die baulichen und geschichtlichen Einzelheiten des Kulturdenkmals an, vorzugsweise die Denkmaleigenschaften.
- NID-Nr.: Registriernummer des Kulturdenkmals entsprechend den Listen des Narodowy Instytut Dziedzictwa (NID, deutsch Nationalinstitut für Kulturerbe). Sie identifiziert das Kulturdenkmal eindeutig.
- Bild: zeigt ein Bild des Kulturdenkmals und gegebenenfalls einen Link zu weiteren Fotos des Kulturdenkmals im Medienarchiv Wikimedia Commons.

## Denkmalgeschützte Objekte der StadtJawor
Die denkmalgeschützten Objekte werden entsprechend der polnischen Denkmalliste aufgelistet.
| Lage                                              | Objekt                                                    | Beschreibung                                                                                  | NID-Nr.       | Bild                                                      |
| ------------------------------------------------- | --------------------------------------------------------- | --------------------------------------------------------------------------------------------- | ------------- | --------------------------------------------------------- |
| Jawor (Standort)                                  | Stadt Jawor (Jauer)                                       | Gesamtbild der Stadt Jawor                                                                    | A/2638/363    | Stadt Jawor (Jauer)                                       |
| Jawor, pl. Kościelny (Standort)                   | Sachgesamtheit Martinskirche Jawor                        | Römisch-katholische Pfarrkirche St. Martin (13. und 19. Jh.)                                  | A/1899/79     | weitere Bilder                                            |
| Jawor, pl. Kościelny (Standort)                   | Martinskirche                                             | römisch-katholische Pfarrkirche St. Martin (13. und 19. Jh.)                                  | A/1899/79     | weitere Bilder                                            |
| Jawor, pl. Kościelny (Standort)                   | Friedhof an der Martinskirche                             | ehem. Friedhof (13. Jh.)                                                                      | A/1900/834/L  | Friedhof an der Martinskirche                             |
| Jawor, ul. Marcina 1 (Standort)                   | Pfarrhaus                                                 | ehem. Pfarrschule, jetzt Pfarrhaus der Martinskirche                                          | A/2948/584/L  | BW                                                        |
| Jawor, ul. Lipowa 2 (Standort)                    | Barbarakirche                                             | römisch-katholische Pfarrkirche St. Barbara (15. und 18. Jh.)                                 | A/1901/1386   | BW                                                        |
| Jawor, ul. Czarnieckiego (Standort)               | Adalbertkapelle                                           | Kapelle des hl. Adalbert (14., 19. und 20. Jh.)                                               | A/1902/1387   | Adalbertkapelle                                           |
| Jawor, ul. Limanowskiego / Park Pokoju (Standort) | Sachgesamtheit Friedenskirche Jauer                       | Evangelische Friedenskirche zum Heiligen Geist, ,                                             | A/1905/990    | Sachgesamtheit Friedenskirche Jauer                       |
| Jawor, ul. Limanowskiego 90 (Standort)            | Friedenskirche Jauer                                      | Friedenskirche Jauer, (1654–1656, 1709)                                                       | A/1905/990    | weitere Bilder                                            |
| Jawor, ul. Limanowskiego / Park Pokoju (Standort) | Friedhof an der Friedenskirche                            | ehem. Friedhof an der Friedenskirche Jauer, jetzt Parkanlage (Anfang des 17. Jh., 1867, 1970) | A-2433        | BW                                                        |
| Jawor, ul. Park Pokoju 2 (Standort)               | Pfarrhaus                                                 | Pfarrhaus (ehem. Haus des Glöckners) (Anfang des 17. Jhs.)                                    | A/1097        | Pfarrhaus                                                 |
| Jawor, ul. Park Pokoju 3 (Standort)               | Ehem. Kantorhaus                                          | Kantorhaus (2. Hälfte 17. Jh., 19. Jh.)                                                       | A/6168        | BW                                                        |
| Jawor, ul. Park Pokoju (Standort)                 | Umgebung des historischen Komplexes                       | Umgebung des historischen Komplexes                                                           | A/6192        | weitere Bilder                                            |
| Jawor, ul. Żeromskiego 11 (Standort)              | Beginen-Kirche                                            | Kirche und Kloster der Franziskanerinnen (Beginen-Kirche)                                     | A/1904/1955   | weitere Bilder                                            |
| Jawor, ul. Klasztorna 6-7 (Standort)              | Sachgesamtheit Franziskanerkloster Jauer (Klosterkomplex) | Franziskanerkloster (1520, 1834)                                                              | A/3215/407    | Sachgesamtheit Franziskanerkloster Jauer (Klosterkomplex) |
| Jawor, ul. Klasztorna 7 (Standort)                | Marienkirche                                              | Klosterkirche (Marienkirche) (1520, 1834)                                                     | A/3216/837    | Marienkirche                                              |
| Jawor, ul. Klasztorna 6 (Standort)                | Franziskanerkloster                                       | Franziskanerkloster (Bernhardinerkloster), jetzt Regionalmuseum (1520, 1834)                  | A/3215/407    | Franziskanerkloster                                       |
| Jawor, ul. Kuziennicza (Standort)                 | Friedhof                                                  | Simultan-Friedhof, ehem. römisch-katholisch (Ende des 18. Jhs.)                               | A/1903/835/L  | BW                                                        |
| Jawor (Standort)                                  | Jüdischer Friedhof                                        | Jüdischer Friedhof (spätes 19. Jh.)                                                           | A/1906/836/L  | BW                                                        |
| Jawor, ul. Zamkowa 1 (Standort)                   | Schloss Jawor                                             | Schloss Jawor (13. und 19. Jh.)                                                               | A/2956/351    | weitere Bilder                                            |
| Jawor (Standort)                                  | Sachgesamtheit Stadtbefestigung Jawor                     | Stadtbefestigung                                                                              | A/2639/1076   | BW                                                        |
| Jawor (Standort)                                  | Stadtmauer, innerer Ring                                  | Stadtmauer, innerer Ring                                                                      | A/2639/1076   | BW                                                        |
| Jawor (Standort)                                  | Striegenturm                                              | Striegenturm am ehem. Striegauer Tor                                                          | A/2639/1076   | Striegenturm                                              |
| Jawor (Standort)                                  | Bastion Anioła                                            | Bastion an der Pfarrkirche St. Martin                                                         | A/2639/1076   | BW                                                        |
| Jawor (Standort)                                  | Bastion                                                   | Bastion                                                                                       | A/2639/1076   | BW                                                        |
| Jawor, Rynek (Standort)                           | Rathaus                                                   | Rathaus Jawor (19. Jh.) mit Rathausturm (A/2951/995)                                          | A/2950/493/L  | weitere Bilder                                            |
| Jawor, ul. Armii Krajowej 7 (Standort)            | Sachgesamtheit Villa, ehem. Freimaurerloge, in Jauer      | Villa, ehem. Freimaurerloge                                                                   | 533/1-2/A/o5  | BW                                                        |
| Jawor, ul. Armii Krajowej 7 (Standort)            | Villa, ehem. Freimaurerloge                               | Villa, ehem. Freimaurerloge (1869–1871, 1898)                                                 | 533/1-2/A/o5  | weitere Bilder                                            |
| Jawor, ul. Armii Krajowej 7 (Standort)            | Garten                                                    | Garten an der Villa                                                                           | 533/1-2/A/o5  | BW                                                        |
| Jawor, ul. Barbary 8 (Standort)                   | Haus                                                      | Haus                                                                                          | A/2936/2068   | weitere Bilder                                            |
| Jawor, ul. Chopina 3 (Standort)                   | Haus                                                      | Haus (18. und 20. Jh.)                                                                        | A/2940/2069   | weitere Bilder                                            |
| Jawor, ul. Chopina 12 (Standort)                  | Haus                                                      | Haus                                                                                          | A/2941/2070   | BW                                                        |
| Jawor, ul. Chrobrego 4 (Standort)                 | Haus                                                      | Haus (16. Jh.)                                                                                | A/2938/641    | weitere Bilder                                            |
| Jawor, ul. Chrobrego 7 (Standort)                 | Haus                                                      | Haus (18. und 20. Jh.)                                                                        | A/2937/2071   | BW                                                        |
| Jawor, ul. Chrobrego 41 (Standort)                | Haus                                                      | Haus (18. Jh., 1936)                                                                          | A/2939/1388   | weitere Bilder                                            |
| Jawor, ul. Kościelna 10 (Standort)                | Haus                                                      | Haus (1564, 18. und 20. Jh.)                                                                  | A/2943/2072   | BW                                                        |
| Jawor, ul. Legnicka 2 (Standort)                  | Haus                                                      | Haus (1600, 20. Jh.)                                                                          | A/2944/1390   | weitere Bilder                                            |
| Jawor, ul. Legnicka 12 (Standort)                 | Haus                                                      | Haus (1800, 20. Jh.)                                                                          | A/2945/1391   | Haus                                                      |
| Jawor, ul. Lipowa 4 (Standort)                    | Haus                                                      | Haus (1800, 20. Jh.)                                                                          | A/2946/2073   | BW                                                        |
| Jawor, ul. Lipowa 5 (Standort)                    | Haus                                                      | Haus (1800, 20. Jh.)                                                                          | A/2946/2073   | BW                                                        |
| Jawor, Rynek 3 (Standort)                         | Bürgerhaus am Ring 3                                      | Bürgerhaus                                                                                    | A/2952/1077   | weitere Bilder                                            |
| Rynek 5 (Standort)                                | Stadttheater am Ring 5                                    | Stadttheater (18. Jh., 1874, 1925)                                                            | A/2953/1020/L | weitere Bilder                                            |
| Jawor, Rynek 7 (Standort)                         | Bürgerhaus am Ring 7                                      | Bürgerhaus (16., 19. und 20. Jh.)                                                             | A/2954/1392   | Bürgerhaus am Ring 7                                      |
| Jawor, Rynek 11 (Standort)                        | Bürgerhaus am Ring 11                                     | Bürgerhaus                                                                                    | A/2955/328    | Bürgerhaus am Ring 11                                     |
| Jawor, Rynek 12 (Standort)                        | Bürgerhaus am Ring 12                                     | Bürgerhaus                                                                                    | A/2955/328    | BW                                                        |
| Jawor, Rynek 13 (Standort)                        | Bürgerhaus am Ring 13                                     | Bürgerhaus                                                                                    | A/2955/328    | Bürgerhaus am Ring 13                                     |
| Jawor, Rynek 14 (Standort)                        | Bürgerhaus am Ring 14                                     | Bürgerhaus                                                                                    | A/2955/328    | Bürgerhaus am Ring 14                                     |
| Jawor, Rynek 15 (Standort)                        | Bürgerhaus am Ring 15                                     | Bürgerhaus                                                                                    | A/2955/328    | Bürgerhaus am Ring 15                                     |
| Jawor, Rynek 16 (Standort)                        | Bürgerhaus am Ring 16                                     | Bürgerhaus                                                                                    | A/2955/328    | weitere Bilder                                            |
| Jawor, Rynek 17 (Standort)                        | Bürgerhaus am Ring 17                                     | Bürgerhaus                                                                                    | A/2955/328    | Bürgerhaus am Ring 17                                     |
| Jawor, Rynek 18 (Standort)                        | Bürgerhaus am Ring 18                                     | Bürgerhaus                                                                                    | A/2955/328    | Bürgerhaus am Ring 18                                     |
| Jawor, Rynek 19 (Standort)                        | Bürgerhaus am Ring 19                                     | Bürgerhaus                                                                                    | A/2955/328    | BW                                                        |
| Jawor, Rynek 21 (Standort)                        | Bürgerhaus am Ring 21                                     | Bürgerhaus                                                                                    | A/2955/328    | BW                                                        |
| Jawor, Rynek 22 (Standort)                        | Bürgerhaus am Ring 22                                     | Bürgerhaus                                                                                    | A/2955/328    | BW                                                        |
| Jawor, Rynek 23 (Standort)                        | Bürgerhaus am Ring 23                                     | Bürgerhaus                                                                                    | A/2955/328    | BW                                                        |
| Jawor, Rynek 24 (Standort)                        | Bürgerhaus am Ring 24                                     | Bürgerhaus                                                                                    | A/2955/328    | BW                                                        |
| Jawor, Rynek 33 (Standort)                        | Bürgerhaus am Ring 33                                     | Bürgerhaus                                                                                    | A/2955/328    | BW                                                        |
| Jawor, Rynek 34 (Standort)                        | Bürgerhaus am Ring 34                                     | Bürgerhaus                                                                                    | A/2955/328    | BW                                                        |
| Jawor, Rynek 35 (Standort)                        | Bürgerhaus am Ring 35                                     | Bürgerhaus                                                                                    | A/2955/328    | Bürgerhaus am Ring 35                                     |
| Jawor, Rynek 36 (Standort)                        | Bürgerhaus am Ring 36                                     | Bürgerhaus                                                                                    | A/2955/328    | BW                                                        |
| Jawor, Rynek 37 (Standort)                        | Bürgerhaus am Ring 37                                     | Bürgerhaus                                                                                    | A/2955/328    | BW                                                        |
| Jawor, ul. Staszica 1 (Standort)                  | Haus                                                      | Haus (18., 19. und 20. Jh.)                                                                   | A/2947/2074   | BW                                                        |
| ul. Staszica 4 (Standort)                         | Haus                                                      | Haus (17. und 20. Jh.)                                                                        | A/2957/1078   | BW                                                        |
| Jawor, ul. Kolejowa 2 (Standort)                  | Bahnhof                                                   | Bahnhof PKP (2. Hälfte 19. Jh.)                                                               | A/2935/526/L  | weitere Bilder                                            |
| Jawor, ul. Starojaworska 104 (Standort)           | Sachgesamtheit Zuckerfabrik Jawor                         | Zuckerfabrik Jawor, (Ende 19. Jh., 1927), mit vielen einzelnen Gebäuden                       | A/2949/824/L  | BW                                                        |